# Chippy Simmons
Pour les articles homonymes, voir Simmons.
Charles Simmons, plus connu sous le nom de Chippy Simmons (né le 9 septembre 1878 à West Bromwich dans les Midlands de l'Ouest et mort le 12 décembre 1937 à Wednesbury), est un joueur de football anglais qui évoluait au poste d'attaquant.

## Palmarès
West Bromwich Albion
- Championnat d'Angleterre D2 :
  - Vice-champion : 1901-02.
  - Meilleur buteur : 1901-02 (23 buts).